# Чечньова Марина Павлівна
Мари́на Па́влівна Чечньо́ва (рос. Марина Павловна Чечнёва; 15 серпня 1922 — 12 січня 1984) — радянська військова льотчиця, у роки Другої світової війни — командир ескадрильї 46-го гвардійського нічного бомбардувального авіаційного полку, гвардії капітан.
Герой Радянського Союзу (1946).

## Життєпис
Народилася в селі Протасово, нині — Малоархангельського району Орловської області Росії, в родині робітника. Росіянка. Закінчила середню школу і у 1939 році — московський аероклуб. Працювала льотчиком-інструктором Центрального аероклубу.
У лавах РСЧА з лютого 1942 року. Закінчила військову авіаційну школу пілотів. Член ВКП(б) з 1942 року.
На фронтах німецько-радянської війни з 27 травня 1942 року: командир ланки, заступник командира ескадрильї, командир ескадрильї 588-го (з лютого 1943 року — 46-го гвардійського) нічного бомбардувального авіаційного полку. Воювала на Південному, Закавказькому, Північно-Кавказькому, 2-у Білоруському фронтах.
Всього за роки війни здійснила 810 бойових вильотів на літакові По-2 з нальотом 1045 годин, загальний наліт на червень 1945 року — 2359 годин. Під час бойових вильотів скинула на військові об'єкти та скупчення ворожих військ 115 тон бомбового вантажу, що викликало 160 значних пожеж, знищено 4 склади з боєприпасами, 2 склади пального, залізничний ешелон, знищено і пошкоджено 5 переправ, 3 прожектори, 1 літак, 4 автомашини з вантажем, подавлено вогонь 4 зенітних обслуг.
У 1945 році гвардії майор М. П. Чечньова вийшла у запас. У 1963 році закінчила Вищу партійну школу при ЦК КПРС й аспірантуру. Обіймала посади заступника голови Центрального правління Товариства радянсько-болгарської дружби, члена президії ЦК ДТСААФ, члена президії Радянського комітету ветеранів війни, члена Комітету радянських жінок.

## Нагороди
Указом Президії Верховної Ради СРСР від 15 травня 1946 року «за зразкове виконання бойових завдань командування на фронті боротьби з німецькими загарбниками та виявлені при цьому відвагу і героїзм», гвардії капітанові Чечньовій Марині Павлівні присвоєне звання Героя Радянського Союзу з врученням ордена Леніна і медалі «Золота Зірка» (№ 8955).
Також нагороджена двома орденами Червоного Прапора (09.09.1942, 07.03.1945), орденами Вітчизняної війни 1-го (30.10.1943) та 2-го (30.06.1944) ступенів, трьома орденами Червоної Зірки (19.04.1943, 01.09.1953, 22.02.1968), орденом «Знак Пошани» і медалями.

## Твори
М. П. Чечньова є автором книг:
- «Самолёты уходят в ночь». — М., 1962. (рос.)
- «Боевые подруги мои». — М., 1975. (рос.)
- «Небо остается нашим». — М., 1976. (рос.)
- «„Ласточки“ над фронтом». — М., 1984. (рос.)
- «Повесть о Жене Рудневой». — М.: Советская Россия, 1978. (рос.)

## Вшанування пам'яті
Ім'ям Марини Чечньової названо вулиці в місті Орел та в селищі Кача.